# Lentinano
El lentinano es un beta-glucano con un vinculación glucosídica β-1, 3: β-1, 6 Se trata de un polisacárido antitumoral de la seta shiitake (Lentinula edodes) . El lentinano es un polisacárido que tiene un peso molecular de aproximadamente 500.000 Da. La compañía farmacéutica japonesa Ajinomoto ha producido lentinano como agente administrado por vía intravenosa contra el cáncer.

## Descripción
El lentinano es uno de los fármacos contra el cáncer que se ha demostrado que afectan a los sistemas de respuesta inmune del huésped.

## Investigación sobre los efectos del lentinano
Un experimento in vitro mostró que el lentinano estimula la producción de glóbulos blancos en la línea celular humana U937. Una combinación farmacológica (MC-S) de lentinano, PSK, Ganoderma lucidum y Astragalus propinquus, también ha demostrado estimular la producción de glóbulos blancosin vitro.
Un experimento in vivo en ratones, reveló que el lentinano es activo por vía oral (ya que el uso clínico del fármaco es por administración vía intravenosa). 
Algunos estudios clínicos de pacientes con cáncer han asociado al lentinano con una tasa de supervivencia más alta, mayor calidad de vida, y a menor reincidencia de cáncer.